# Баласаган

Баласаган на территории современного Азербайджана

Баласаган («страна Баласа»), также известный как Базган, был регионом, расположенным в районе рек Кура и Аракс, примыкающим к Каспийскому морю. На юге он граничил с Адурбадаганом и Гиляном. Баласаган примерно соответствовал армянской провинции Пайтакаран, хотя и простирался дальше на север. Было высказано предположение, что при сасанидах этот регион простирался до цитадели Дербента, хотя это остается спорным. Сердцем Баласагана была Дашт-и-Баласакан («равнина Баласаган»), которая соответствует равнине Муган. В конце сасанидской эпохи Баласаган был включён в северный квадрант Адурбадагана.

## Топоним
В топониме Баласакан первый компонент бала или бага означает бог, божество; второй компонент сакан дан на персидском языке во множественном числе и означает саки. Баласакан означает божество саков, вероятно, являлся храмовым центром зороастризма. По версии Г. Акопова Баласаган расшифровывается как «маленькие саки».

## История
Доисламский период
Этот регион впервые засвидетельствован как сасанидская провинция в надписи Шапура I отдельно от Кавказской Албании, что указывает на то, что он был отдельным политическим образованием, даже если он фактически подчинялся Албании. В надписи Шапур I считает Баласаган и остальную часть Кавказа частью Ирана и считает только римские территории Анатолии и Сирии частью Анерана. Однако могущественный зороастрийский первосвященник III века Картир считает Баласаган и остальную часть Кавказа принадлежащими Анерану. Неизвестно, что именно считалось Анераном. Согласно средневековому персидскому географу Ибн Хордадбеху, правитель Баласагана был среди лидеров, получивших титул царя от первого сасанидского монарха Ардашира I, что позволяет предположить, что Баласаган был прямой вассал Ирана. По словам современного историка Роберта Хьюсена, сасаниды отобрали Баласаган у своих албанских вассалов в V веке (или, возможно, уже в 387 году). С административной точки зрения Баласаган входил в состав Адурбадагана. Ничего не известно о царстве Баласаган; его главный центр мог быть в крепости Хурсан. Сасаниды сформировали такие округа, как Спандаран-Перож, Вормизд-Перож, Атши Багаван и (вероятно) Алеван, чтобы объединить территорию под более централизованным управлением.

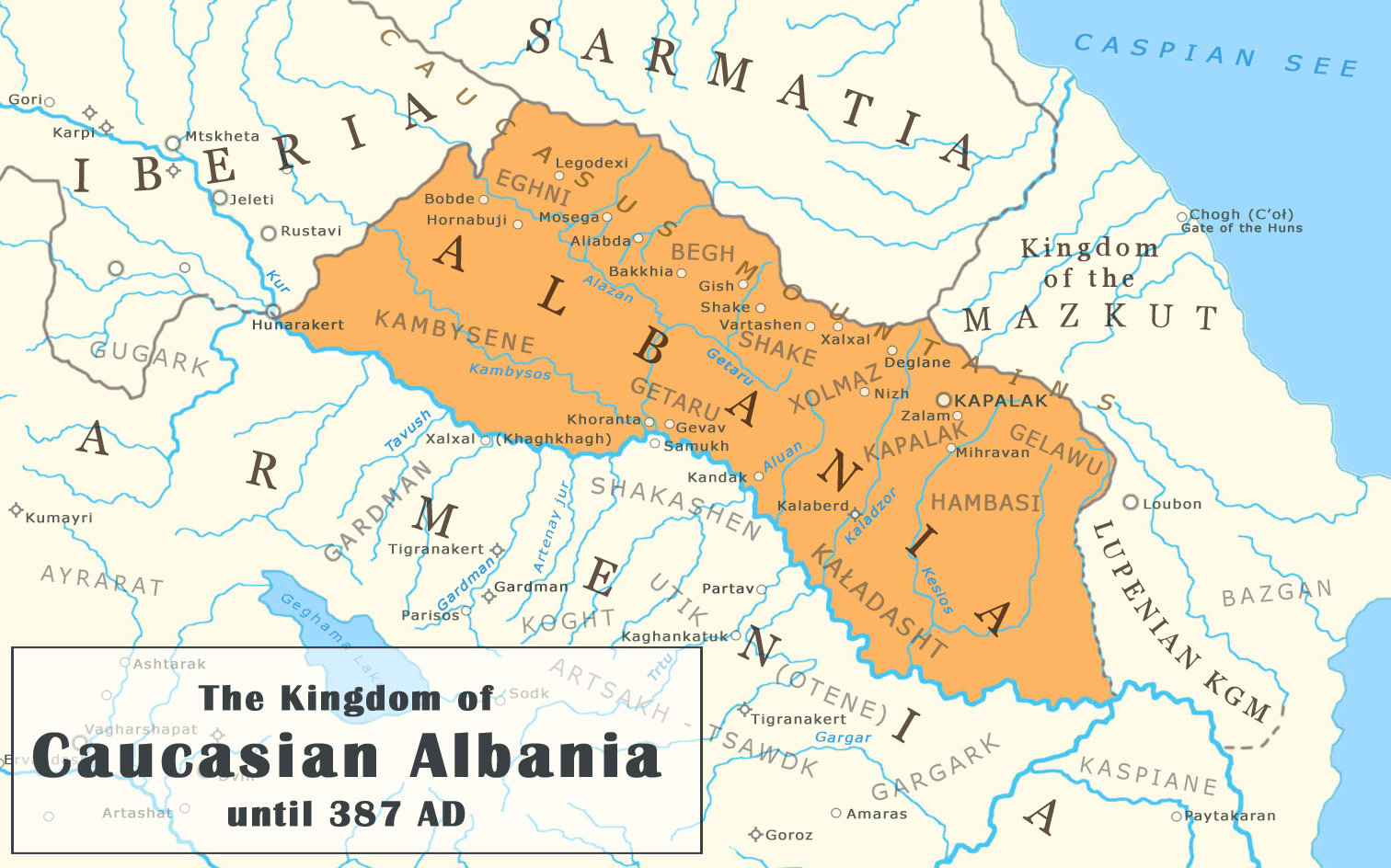
Базган и Каспиана на карте Роберта Хьюсена

В 335/6 г. Санесан, царь Маскута, занял часть Баласагана, по крайней мере, признав сюзеренитет сасанидов. Во время правления Йездигерда II царь Баласагана Геран принял участие в сасанидских усилиях по подавлению армянского восстания Вардана Мамиконяна в 450—451 годах. Однако позже он сам восстал, уничтожив сасанидскую армию в Албании и совершив набег на иберийские, армянские и албанские земли. Он был убит по приказу Йездигерда II.
Говоря о «скифском» народе массагетов и царствующей там династии массагетских Аршакидов, армянский историк V века Егише упомянул то самое скифское племя апарнов или парнов, откуда вышла парфянская династия Аршакидов. Это племя апарнов жило в пределах области Баласакан-Каспиана. В XVI веке Хамадуллах Казвини называет лежавший от устья Куры город Апаршахр, который и дает возможность установить место обитания этого племени по соседству с катишами (кадусиями) и гелами (поздние гилянцы). Возможно, что одна часть этого племени населяла район города Манавазакерта (Маназкерт) и по имени этого племени округ- гавар этого города — стал называться Апарhуник — Апаhуник. Наследственные правители этого округа — гавара — выдвинулись в качестве нахарарского рода Апахуник.

Баласакан — Пайтакаран

По другой версии часть алан, просочившись в Восточное Закавказье, перешла Куру и впоследствии утвердилась южнее её в Каспиане. По мнению Саргиса Петросяна, этноним «алан» сохранился в раннесредневековом гидрониме Алан — Рот, в топониме Ленкорань, а также в фамилии Зандалан — древнеармянского княжеского (нахарарского) рода. Далее он говорит, что вместе с аланами в середине | в. н. э. аорсы вторглись в Закавказье, часть которого, по-видимому, утвердилась районом местожительства здешних алан. Центром: района Ароспичан являлось нынешнее село Арус(Арос). Муганская равнина в древности носила название «Баласакан». Н. Адонц указывал на связь этого топонима с этнонимом кавказских горцев «баласачив», предполагая, что какая-то часть их спустилась с Кавказоких гор к району слияния Аракса с Курой, утвердилась здесь, и в топониме «Баласакан» оставила свое племенное название.
Исламский период
Баласаган был завоеван в c. 645 г. арабской армией во главе с Салманом ибн Рабиа, который заставил некоторых курдов региона платить джизью (подушный налог). Кроме того, одним из положений мирного договора, заключенного между арабским полководцем Хузайфой ибн аль-Яманом и марзбаном Адурбадагана, было то, что арабы должны были защищать местных жителей от курдов Баласагана и гор Сабалан. Имя Баласаган редко появляется в классических арабских хрониках, заменяясь на Муган. Баласаган особенно фигурирует в работах арабского путешественника 10-го века Абу Дулафа аль-Янбуи, который в своей книге «Аль-Рисала аль-Тания» сообщает о своем путешествии по этому региону.
В исламский период область известна как «область или страна Гуштасфи», что связано с именем упомянутого в Авесте царя Виштаспа. Так, по сообщениям жившего в XIII—XIV вв. Хамдаллах Казвини,
Гуштасфи – это провинция, расположенная у берегов Каспийского моря, и она была основана царем Гуштасбом ибн Лухрасбом. Он прорыл большой канал от реки Куры до Аракса, благодаря которому отводятся воды по малым каналам в деревни вдоль берегов.
население области Гуштасфи говорит на пехлевийском диалекте, близком языку Гиляна.
Талыш-и Гуштасби (персидский: تالش گشتاسبی) — историческое название северной области Талыша, ныне являющейся частью Азербайджанской Республики.

## Религия
Во время правления Хосрова II католикос Иберии и Албании Григорий попытался обратить жителей Баласагана в христианство. Несмотря на это, очаги местного язычества все ещё оставались в стране, особенно в Мугани. В с. 800 г. епископ Элия, посланный в этот район в качестве миссионера, сообщает о местных жителях, поклоняющихся богу по имени Йезд, который жил на дубе, называемом «царем леса»; кусты, окружавшие дерево, назывались «детьми Йезда». Местные жители утверждали, что поклонение Йезду они унаследовали от своих предков. В среднеперсидском языке термин йазд означает просто бог, что свидетельствует о влиянии зороастризма, который, должно быть, имел место в сасанидскую эпоху.